# Lista odcinków serialu animowanego Kudłaty i Scooby Doo na tropie
Kudłaty i Scooby Doo na tropie to dziesiąta kreskówka o przygodach psa Scooby’ego Doo i Kudłatego. Sporadycznie pojawia się reszta jego przyjaciół – Fred, Daphne i Velma.

## Lista odcinków

### Seria pierwsza
| odcinek. | Polski tytuł                     | Angielski tytuł                          | Premiera w Polsce                                        |
| --- | -------------------------------- | ---------------------------------------- | -------------------------------------------------------- |
| 01 | „Fortuna Kudłatego”              | „Shags to Riches”                        | Cartoon Network: 12 maja 2007 Polsat: 1 marca 2009       |
| Kudłaty dowiaduje się, że jego wuj Albert, naukowiec zaginął. Dziedziczy po nim fortunę i dom. On i Scooby zamieszkują w nim. Wuj wynalazł Scooby Chrupki, z czego każda zamienia w coś tego, kto ją zje. Niestety, chce ją zdobyć docent Phineus Phibes i wysyła swoich agentów, by wykradli formułę. Porywają dwójkę przyjaciół, ale ci się wydostają. Później rozmawiają z Fredem, Daphne i Velmą, którzy doceniają ich wyczyny. Dwójka przyjaciół musi powstrzymać Phibesa. Pomagają im w tym robot Robik, unowocześnione Scooby Chrupki i Tajemnicza Maszyna, która może zmieniać się w różne inne pojazdy. |                                  |                                          |                                                          |
| 02 | „Więcej fondue dla Scooby Doo!”  | „More Fondue for Scooby-Doo!”            | Cartoon Network: 13 maja 2007 Polsat: 7 marca 2009       |
| Kudłaty i Scooby dostają wiadomość od wujka Alberta. Podobno docent Phibes ma zamiar roztopić górę śnieżną Starobacoszpicen laserem ukrytym w chmurze. Ma się przebrać za genialnego naukowca i być na konferencji w hotelu niedaleko Starobacoszpicena. Przyjaciele wyruszają do hotelu, lecz okazuje się, że nie ma tam Phibesa, nawet pod ubraniem słynnego naukowca. Tymczasem ten odkrywa, że ich dwójka go śledzi i każe swojej pomocnicy, Pannie Mgiełce i jej suczce powstrzymać Kudłatego i Scooby’ego. Lecz te nie dają rady wykonać misji. Nastolatek i pies odkrywają położenie Phibesa. Muszą wyłączyć laser. |                                  |                                          |                                                          |
| 03 | „Scooby z wyższych sfer”         | „High Society Scooby”                    | Cartoon Network: 19 maja 2007 Polsat: 8 marca 2009       |
| Kudłaty i Scooby muszą ochronić trójkę naukowców, których chce porwać Phibes dla swoich zamiarów. Podczas uroczystości na ich cześć muszą powstrzymać dwójkę agentów docenta od porwania naukowców. |                                  |                                          |                                                          |
| 04 | „Piorun uderza dwa razy”         | „Lightning Strikes Twice”                | Cartoon Network: 20 maja 2007 Polsat: 14 marca 2009      |
| Jest okropna burza. Kudłaty i Scooby postanawiają siedzieć w domu, bo boją się piorunów. Tymczasem dostają wiadomość od wujka Alberta, w której przepowiadają się ich najgorsze myśli – burzę spowodował docent Phibes. Co gorsza, chce on ją pozostawić do końca świata, a ich dwójka ma wyłączyć maszynę powodującą tę straszliwą pogodę. Wraz z nimi w podróż by uratować świat wyrusza Robik, gdyż tylko on potrafi wyczuć położenie Phibesa. A jest nim kosmos. Na statku Phibesa podają się za kosmitów. Muszą wyłączyć maszynę piorunów. Kiedy im się to udaje, agenci salutują na cześć Kudłatego i Scooby’ego myśląc, że są oni z obcej planety. |                                  |                                          |                                                          |
| 05 | „Imprezka z Artem”               | „Party Arty”                             | Cartoon Network: 26 maja 2007 Polsat: 15 marca 2009      |
| Kudłaty i Scooby chcą zorganizować imprezę. Obaj wraz z Robikiem przeszkadzają swemu sąsiadowi, który chce naskarżyć na nich. Tymczasem przyjaciołom nie podoba się zachowanie Robika i na imprezę postanawiają wynająć nowego robota. Pewien mężczyzna daje im robota o imieniu Art. W rzeczywistości mężczyzna pracuje dla Phibesa, który kazał Artowi pozbyć się Kudłatego i Scooby’ego. Zaczynają uciekać, a wraz z nimi nielubiący sąsiad. Przyjaciele wraz z Robikiem eliminują Arta, za co sąsiad jest im wdzięczny. Mówi, że są najlepszymi sąsiadami w jego życiu. |                                  |                                          |                                                          |
| 06 | „Piekący dom”                    | „Smart House”                            | Cartoon Network: 27 maja 2007 Polsat: 21 marca 2009      |
| Kudłaty i Scooby dostają wiadomość od wujka Alberta, że Phibes chce zainstalować groźnego wirusa komputerowego. Przyjaciele ratują komputery od wirusa, lecz ten przechodzi do ich sprzętu i grozi zniszczeniem całego domu. By go powstrzymać, Kudłaty, Scooby i Robik wyłączają prąd w całym domu, lecz wirus wciąż jest podczas niszczenia. Wtedy jedynym ratunkiem dla przyjaciół będzie zainstalowanie mocnego antywirusa, który przenosi wirusa do komputera Phibesa. |                                  |                                          |                                                          |
| 07 | „Super Mistrz Rondla-la-la!”     | „Chefs of Steel”                         | Cartoon Network: 1 czerwca 2007 Polsat: 22 marca 2009    |
| Kudłaty i Scooby oglądają swój ulubiony program „Super Mistrz Rondla-la-la!”, w którym zwycięzcą jest ten, kto ugotuje w najszybszym czasie najlepsze danie. Marzą o występie w programie. Dostają dla siebie bilety na widownię. Lecz wujek Albert mówi im w wiadomości, że to bilety od Phibesa, który wynalazł maszynę hipnotyzującą. Chciał wysłać do teleturnieju dwójkę przyjaciół, bo w programie bierze udział jego pomocnik, kucharz. Ma on za zadanie zahipnotyzować przyjaciół, by zdradzili sekret Formuły wujka Alberta. Lecz pomimo to Kudłaty i Scooby idą do programu. Zostają wybrani do uczestnictwa i oszukują kucharza Phibesa. Lecz ten wysyła promień hipnotyzujący. Przyjaciele muszą go odwrócić.                                                                  |                                  |                                          |                                                          |
| 08 | „Zagadka znikających detektywów” | „Mystery of the Missing Mystery Solvers” | Cartoon Network: 2 czerwca 2007 Polsat: 28 marca 2009    |
| Do Kudłatego i Scooby’ego przychodzi mężczyzna, który wręcza im nominację do tytułu Najwięksi Detektywi Epoki. Przyjaciele jadą na konkurs, gdy tymczasem wuj Albert wysyła im wiadomość, że są w niebezpieczeństwie, lecz oni go nie słuchają. Do pucharu dla Najlepszego Detektywa nominują też inni detektywi. Nagle wszyscy poza Kudłatym i Scoobym znikają w tajemniczych okolicznościach, a ich samych zaczynają gonić dwa upiory. Przyjaciele znajdują porwanych detektywów. Okazuje się, że upiorami byli agenci Phibesa a on sam przebierał się za organizatora konkursu. Wtedy ci pokonują Phineusa i jego popleczników, a za rozwiązanie zagadki dostają od detektywów puchar. Na końcu okazuje się, że Chad Chadington (jeden z detektywów) jest oszustem.                     |                                  |                                          |                                                          |
| 09 | „Nie karmić zwierząt”            | „Don’t Feed the Animals”                 | Cartoon Network: 2 czerwca 2007 Polsat: 29 marca 2009    |
| Kudłaty i Scooby oglądają film przyrodniczy. Opowiada on o zwierzętach z Lasu Deszczowego, które zostały porwane. Na ramieniu winowajcy widzą znak Phibesa. Tym razem bez wiadomości wujka Alberta wyruszają powstrzymać złego docenta. Przebywa on w Lesie Deszczowym i trzyma w klatkach porwane zwierzęta. Gdy dowiaduje się, że Scooby i Kudłaty postanawiają go powstrzymać, każe swym dwom pomocnikom złapać ich. Tymczasem do siostrzeńca Alberta i jego psa przyłączają się małpy, które pomagają uwolnić się od dwóch wspólników Phibesa. Lecz wkrótce zostają złapani, a na pomoc wyruszają im małpy, które zjadły Super Scooby Chrupki. |                                  |                                          |                                                          |
| 10 | „Prawie duchy”                   | „Almost Ghosts”                          | Cartoon Network: 3 czerwca 2007 Polsat: 4 kwietnia 2009  |
| Phibes zrobił maszynę niewidzialności. Chce zrobić swych dwóch agentów niewidzialnymi, by wkradli się do Departamentu Broni i ukradli dezintegrator. Kudłaty i Scooby muszą ich powstrzymać, wkrótce przyłączają się do nich Fred, Daphne i Velma. |                                  |                                          |                                                          |
| 11 | „Wyścig na biegunie”             | „Pole to Pole”                           | Cartoon Network: 3 czerwca 2007 Polsat: 5 kwietnia 2009  |
| Phibes chce zniszczyć na całym świecie, poza jego mieszkaniem, elektryczność. Kudłaty i Scooby muszą go powstrzymać. Jego samochód startuje w wyścigu, podczas którego ma wybuchnąć elektronika. Kudłaty i Scooby startują w wyścigu, by wyeliminować bombę, która ma zgasić elektryczność (a wraz z nimi Robik). Lecz ta zostaje włożona do ich samochodu… Wygrywają wyścig, lecz nagle bomba wybucha i elektryczność tym samym. Teraz za pomocą Scooby Chrupki muszą się cofnąć w czasie, by uratować ludzkość. |                                  |                                          |                                                          |
| 12 | „Mega kłopot”                    | „Big Trouble”                            | Cartoon Network: 3 czerwca 2007 Polsat: 11 kwietnia 2009 |
| Wuj Albert mówi Kudłatemu i Scooby’emu, że Phibes znów ma złe zamiary. Muszą go powstrzymać. Wyruszają swą maszyną na pustynię – tam, gdzie ukrywa się zły docent. Ma on zamiar zbudować wielkiego robota – swoją podobiznę. Maszyna zaczyna działać, lecz wchodzą do niej Kudłaty i Scooby, którzy zaczynają tak sterować robotem, że robi krzywdę Phibesowi i jego pomocnikom. Lecz później Phineus przejmuje maszynę i za jej pomocą zaczyna niszczyć swych pomocników – którzy teraz, gdy ma robota, nie będą mu już potrzebni – oraz Kudłatego i Scooby’ego. Wtedy pies za pomocą Scooby Chrupki zamienia się w wielkiego robota, ratuje swego przyjaciela i pomocników docenta i zaczyna z Mega Phibesem walczyć – Mega Robot kontra Mega Robot.                                     |                                  |                                          |                                                          |
| 13 | „Operacja: Pies i Hipis”         | „Operation Dog and Hippy Boy”            | Cartoon Network: 3 czerwca 2007 Polsat: 12 kwietnia 2009 |
| Wuj Albert informuje Kudłatego i Scooby’ego, że Phibes wezwał trzech morderców do siebie, by omówić z nimi coś. Przyjaciele muszą ich powstrzymać od zrobienia czegoś złego. Scooby je Chrupkę, po której zamienia się w każdego, kogo dotknie. Dotyka jednego z morderców, którego spotykają z Kudłatym. Uczestniczy na przemówieniu u Phibesa, podczas którego ten każe mordercom zabić Scooby’ego i Kudłatego. Kto to zrobi, dostanie od niego milion dolarów. Wtedy okazuje się, że Scooby podszył się pod mordercę. On i Kudłaty wyruszają do swej rezydencji, a mordercy wraz z pomocnikiem Phibesa za nimi. W domu rozpoczyna się pościg, lecz obu przyjaciołom udaje się wygrać. Niestety, morderca, pod którego się wcześniej podszył Scooby, zdobywa tajną recepturę na Chrupki… |                                  |                                          |                                                          |

### Seria druga
| odc. | Polski tytuł                   | Angielski tytuł                  | Premiera w Polsce |
| --- | ------------------------------ | -------------------------------- | ----------------- |
| 14 | „Świat Kudłatego i Scooby Doo” | „Shaggy and Scooby World”        | 1 lutego 2010     |
| |                                |                                  |                   |
| 15 | „Prawie idealni”               | „Almost Purr-fect”               | 2 lutego 2010     |
| |                                |                                  |                   |
| 16 | „W środku roboty”              | „Inside Job”                     | 15 listopada 2009 |
| |                                |                                  |                   |
| 17 | „Tchórz-man'                   | „Zoinksman”                      | 4 lutego 2010     |
| |                                |                                  |                   |
| 18 | „Wiele złych twarzy”           | „The Many Faces of Evil”         | 5 lutego 2010     |
| |                                |                                  |                   |
| 19 | „Kuzyn z piekła rodem”         | „Cruisin’ For a Bruisin’”        | 8 lutego 2010     |
| |                                |                                  |                   |
| 20 | „Dom docenta”                  | „There Is a Doctor in the House” | 6 grudnia 2009    |
| |                                |                                  |                   |
| 21 | „Noc strasznych filmów”        | „Super Scary Movie Night”        | 10 lutego 2010    |
| |                                |                                  |                   |
| 22 | „Zbieg Robik”                  | „Runaway Robi”                   | 11 lutego 2010    |
| |                                |                                  |                   |
| 23 | „Wyłaź mi z głowy”             | „Don’t Get a Big Head”           | 12 lutego 2010    |
| |                                |                                  |                   |
| 24 | „Scooby, Stary!”               | „Scooby Dudes”                   | 15 lutego 2010    |
| |                                |                                  |                   |
| 25 | „Wspaniały tchórzliwy pies”    | „Zoinks The Wonderdog”           | 16 lutego 2010    |
| |                                |                                  |                   |
| 26 | „Operacja: Wujek Albert”       | „Uncle Albert Alert”             | 17 lutego 2010    |
| Kudłaty i Scooby-Doo dostają informację od Wujka Alberta że przez cały czas pracował dla Phibes'a. Jednakże Phibes również dowiaduje się, że wśród jego pracowników znajduje się szpieg. Teraz uratowanie ich Wujka zależy od tego duetu. Na nieszczęście, kiedy go znajdują, wpadają w większe kłopoty gdyż Phibes ucieka i włącza przy tym procedurę samozniszczenia kryjówki. Ostatecznie powodują, że Phibes się rozbija, i ratują Wujka Alberta, jak również wszystkich agentów uwięzionych w kryjówce która niebawem wybuchnie, dzięki Scooby’emu używającego „Scooby Chrupki hiperprędkości” daną mu przez Wujka Alberta |                                |                                  |                   |